# Biiodato di potassio
Il biiodato di potassio (o diiodato di idrogeno e potassio) è un sale di potassio dell'acido iodico.
A temperatura ambiente si presenta come un solido bianco inodore.